# Partij van Nationale Eenheid (Noord-Cyprus)
De Partij van Nationale Eenheid (Turks: Ulusal Birlik Partisi, UBP) is een rechtse, conservatieve en liberaal-conservatieve politieke partij in de Turkse Republiek Noord-Cyprus die op 11 oktober 1975 werd opgericht door Rauf Denktaş. De partij bleef aan de macht van haar oprichting tot aan de verkiezingen in 2003, met uitzondering van de periode van 1994 tot 1996. De partij heeft lidmaatschap aangevraagd van de Partij van Europese Liberalen en Democraten.
Tijdens de verkiezingen voor het lagerhuis op 19 april 2009 won de partij 44% van de stemmen en 26 van de 50 zetels. Haar kandidaat, voormalig de facto premier Derviş Eroğlu, won tijdens de presidentiële verkiezingen op 17 april 2005 22,8% van de stemmen. Bij de verkiezingen in 2018 werd de partij met 21 zetels wederom de grootste.
De partij wil graag eenheid en nauwe betrekkingen tussen Noord-Cyprus en Turkije en steunt de de facto onafhankelijkheid van Noord-Cyprus. Tot nog toe is de partij een tegenstander van hereniging met de Grieks-Cyprioten van de internationaal erkende republiek Cyprus.

## Politiek leiders
- Rauf Denktaş (11 oktober 1975 - 3 juli 1976)
- Nejat Konuk (3 juli 1976 - 2 maart 1978)
- Osman Örek (18 april 1978 - 7 januari 1979)
- Mustafa Çağatay (7 januari 1979 - 30 november 1983)
- Derviş Eroğlu (18 december 1983 - 2006)
- Huseyin Özgürgün (2006)
- Tahsin Ertuğruloğlu (2006 - 2008)
- Derviş Eroğlu (2008 - 2010)
- İrsen Küçük (2010 - 2013)
- Hüseyin Özgürgün (2013 - 2018)
- Ersin Tatar (2018 - heden)